# 学級担任
学級担任（がっきゅうたんにん）は、学級を担任する教員。担任、担任教員などとも呼ばれ、学校によっては、担任教諭などとも呼ばれることがある。
学級担任制ではすべての教科を学級担任が担当する。なお、教科担任制や学年担任制の場合も一般的に学級担任が置かれないわけではない。

## 学級担任制
学級担任制（Self-Contained Instruction）は一人の教員が一学級を担任する教授組織の形態で教科担任制（Departmentalized Instruction）と対置される。

### 米国
学級担任制は1848年にボストンのクインシーグラマースクール（Bostonʼs Quincy Grammar School）のフィルブリック（Philbrick）校長が「学年制の学校計画（the Graded School Plan）」で導入したのが最初とされており、その後米国全土に普及した。
小学校では学級担任制が主流で、ミドルスクールやハイスクールでも学級担任制をとる例がわずかにある。全米教育省の「公立学校の教師のデータファイル（Public School Teacher Data File 2017‐18）」によると、教員の各1%がミドルスクールやハイスクールで学級担任制での指導に当たっている。

### 日本
日本では1891年に文部省令第12号「学級編制等二関スル規則」が定められてから、一般に小学校では学級担任制、中学校や高等学校では教科担任制が採用されている。
公立義務教育諸学校の学級編制及び教職員定数の標準に関する法律（義務標準法）は都道府県ごとに置くべき教職員の総数を標準として定めており、学級担任制の小学校では、校長、学級担任教員、補助教員（専科教員等の学級担任外教員）、事務職員及び養護教員の数を各学校の学級数に応じて算定するとしている。
2022年度からは公立小学校の高学年でも教科担任制が本格的に導入されることになった。

## 学年担任制
学級担任や教科担任を含めた学年担任が全体で担任の役割を担う学年担任制もある。
学年担任制の場合でも学級担任を置くことが多い。一方で川西市立多田小学校のように2023年4月から学級担任を廃止し、完全に学年担任制に移行する例もみられる。